# Kafr Schukr
Markaz wa-Madīnat Kafr Schukr (arabisch مركز ومدينة كفر شكر, DMG Markaz wa-Madīnat Kafr Šukr) ist ein Markaz (Distrikt) mit der gleichnamigen Hauptstadt im Gouvernement al-Qalyubiyya, Ägypten.

## Geschichte und Etymologie
Kafr Schukr wurde im Jahr 1830 von Schukr ibn Ibrāhīm aus dem Dorf Isnīt gegründet. Isnīt ist ein Dorf mit einer Geschichte, die bis in die pharaonische Zeit zurückreicht. In der Vergangenheit war es als Zint bekannt und behielt seinen Namen bis zur Herrschaft von Muhammad ʿAlī, als es als Asnit bekannt wurde.

## Wirtschaft
Kafr Schukr ist bekannt für den Anbau verschiedener Obstsorten, insbesondere Zitrusfrüchte, Weintrauben, Bananen und Pflaumen. Die Region beherbergt zudem eine große Anzahl von Geflügelproduktionsbetrieben. Neben der Landwirtschaft gibt es auch einige Leichtindustrien, wie Möbel-, Fliesen- und Ziegelproduktion.
Darüber hinaus ist Kafr Schukr für den Handel mit Fleisch und Geflügel bekannt. Die strategische Lage an der Straße Mansoura–Damietta–Banha hat zu einem regen Handel mit Getreide, Düngemitteln und Futtermitteln geführt. Dies hat wiederum zur Entstehung einer Vielzahl von Restaurants und Geschäften geführt, die sowohl die Straße als auch die Besucher der nahe gelegenen Sommerfrischen Ras Al Bar und Gamasa bedienen.

## Unterteilung des Markaz
Das Markaz Kafr Shukr ist in sechs Unterabteilungen aufgeteilt:
1. Kafr Shukr Stadt, das administrative Zentrum des Markaz.
2. Al-Shaqr Dorf.
3. Dorf Isnīt.
4. Dorf Baqashin.
5. Dorf Al Munsha'a Al Kubra.
6. Dorf Kafr Tasfa.